# Skanska
Skanska AB (NASDAQ OMX: SKA B) er en multinational entreprenørvirksomhed med hovedsæde i Solna, Stockholm. Skanska er grundlagt i Malmø i 1887 under navnet  AB Skånska Cementgjuteriet (SCG) som et datterselskab til den Limhamnsbaserede cementproducent Skånska Cement AB  og fremstillede cementprodukter. Det nuværende navn blev indført i 1984 som en følge af den stadigt mere internationale virksomhed. I dag har Skanskas aktiviteter i 11 lande i Norden, Europa og USA. Aktiviteterne dækker byggeri og anlæg og udvikling af boliger, kommercielle ejendomme og infrastruktur.
Anders Danielsson blev CEO for Skanska koncernen i 2018.
 I 2019 havde Skanska en omsætning på næsten 173 mia. svenske kroner og gennemsnitligt 33.225 medarbejdere.

## Internationalt
Skanska har siden 1950'erne været tilstede i store dele af verden, bl.a. i Latinamerika, Afrika, Europa og USA. Tidligere drev koncernen også virksomhed i Asien.
Skanska baserer sin internationale virksomhed på en decentral struktur med lokale enheder, som forventes at kende sit lokalområde. Skanska har profileret sig inden for bæredygtig udvikling og har blandt andet haft den prestigefyldte opgave med at renovere FNs hovedkvarter i New York. Af andre store projekter kan nævnes 30 St Mary Axe, The Gerkin og Heron Tower, alle i London.

## Latinamerika
Skanska har tidligere været aktive i Sydamerika men trak sig ud i 2016.

## Sverige
Skanska er i Sverige forbundet med beton, specielt færdigstøbt beton i form af millionprogrammet og betonelementfabrikker som Skanska havde flere af omkring i Sverige. Nu er der to betonelementfabrikker, en i Strängnäs og en i Bollebygd. Det såkaldte koncept ModernaHus er præfabrikerede betonhuse i sin seneste reinkarnation.
Et andet præfabrikeret huskoncept er BoKlok som er mindre fler- og en familiehuse med træ- eller pudset facade. Det er højt standardiserede bygninger, men intet typehus i traditionel forstand da de kun opføres på grunde Skanska ejer og i større grupper.
Et andet hus som er stærkt forbundet med Skanska er Skanskaskrapan i Göteborg.
I forbindelse med Skanskas 100-års jubilæum i 1987 byggede de Bernard Kirschenbaums 25 meter høje kunstværk Spiral med en speciel støbteknik.
Det var placeret uden for deres hovedkontor i Malmø, det blev revet ned i 2005 før opførelsen af Citytunneln.

## Skanska i Danmark
I Danmark er Skanska repræsenteret ved Skanska A/S som udvikler, forvalter og sælger ejendomsprojekter inden for kontorbyggeri, logistikanlæg og indkøbscentre. Samt udvikler boliger til investeringsmarkedet.